# Saroba zeta
Saroba zeta là một loài bướm đêm trong họ Noctuidae.